# Thompson, North Dakota
Thompson är en ort i Grand Forks County i delstaten North Dakota, USA.